# Tachikawa Ki-70
Tachikawa Ki-70 (яп. キ70) — проєкт літака-розвідника Імперської армії Японії періоду Другої світової війни.
Кодова назва союзників - «Клара» (англ. Clara).

## Історія створення
у 1939 році, коли йшла розробка літака-розвідника Mitsubishi Ki-46, командування ВПС Імперської армії Японії направило фірмі Tachikawa замовлення на розробку ще більш швидкісного дальнього розвідника, який отримав назву Ki-70.
Конструктори фірми розробили проєкт двомоторного суцільнометалевого середньоплана з крилом ламінарного профілю. Екіпаж складався з 3 чоловік - спостерігача, який розташовувався в носі літака та був озброєний 7,7-мм кулеметом, пілота та стрільця-радиста, який сидів позаду з 12,7-мм кулеметом. Для покращення кутів обстрілу оперення було зроблене двокілевим. Літак був оснащений двигунами Mitsubishi Ha-104M потужністю 1 900 к.с. кожен. Швидкість мала становити 647 км/г на висоті 5 400 м.
Виробництво дослідних взірців йшло дуже повільно, і перший прототип був готовий тільки у лютому 1943 року, при цьому маса суттєво перевищувала заплановану. Випробування показали, що льотні якості літака набагато гірші за розрахункові. Через велике навантаження на крило зльотно-посадкові характеристики були незадовільні. Керованість у повітрі була нормальною, але максимальна швидкість становила тільки 580 км/г, доті як у Ki-46-II вона становила 604 км/г, а у Ki-46-III - 630 км/г.
Щоб покращити характеристики літака Ki-70, було вирішено використати двигуни Mitsubishi Ha-211-I потужністю 2 200 к.с., оснащені турбокомпресорами. Проте цей двигун виявився ненадійним, а конструкція Ki-70 переобтяженою, в результаті всі роботи над цим літаком були припинені.
Один з трьох збудованих прототипів дожив до кінця війни і був захоплений американцями. Вони присвоїли йому кодову назву «Клара» (англ. Clara), і зразу ж відправили в утилізацію.

## Тактико-технічні характеристики

### Технічні характеристики
- Екіпаж: 3 чоловіки
- Довжина: 14,50 м
- Висота: 3,46 м
- Розмах крил: 17,80 м
- Площа крил: 43,00 м²
- Маса пустого: 5 895 кг
- Маса спорядженого: 9 855 кг
- Максимальна маса зльоту: 10 700 кг
- Навантаження на крило: 229.2 кг/м²
- Двигун:  2 х Mitsubishi Ha-104M
- Потужність: 2 x 1 900 к. с.
- Питома потужність: 2.6 кг/к.с.

### Льотні характеристики
- Максимальна швидкість: 580 км/г
- Крейсерська швидкість: 490 км/г
- Дальність польоту: 2 480 м
- Практична стеля: 11 000 м
- Швидкість підйому: на 5000 м. за 5 хв.

## Озброєння
- Кулеметне
  - 1 x 7,7-мм кулемет «Тип 89»
  - 1 x 12,7-мм кулемет «Тип 1» («Ho-103»)